# 马莲渠乡 (乌兰察布市)
马莲渠乡，是中华人民共和国内蒙古自治区乌兰察布市集宁区下辖的一个乡镇级行政单位。

## 行政区划
马莲渠乡下辖以下地区：
榆树湾村、小贲红村、贾家村、翟家沟村、李长庆村、霸王河村、三城局村、六号渠村、师家村、大十号村和三股泉行政村。